# Caio Pompônio Pio (cônsul em 98)
Caio Pompônio Pio (em latim: Gaius Pomponius Pius) foi um senador romano nomeado cônsul sufecto para o nundínio de maio a junho de 98 com o imperador Trajano. Era filho de Caio Pompônio Pio, cônsul sufecto em 65.